# 불화 알루미늄
불화 알루미늄(Aluminium fluoride)은 화학식 AlF3을 갖는 무기 화합물들이다. 이것들은 모두 무색의 고체이다. 무수화물 AlF3는 알루미늄 금속 생산에 사용된다. 여러 가지가 무기물로서 발생한다.

## 생성
H2SiF6 + Al2O3 + 3 H2O → 2 AlF3 + SiO2 + 4 H2O

## 안전
장기간 흡입, 노출하면 천식을 유발할 수 있으며 뼈와 신경계에 영향을 주어 뼈의 변화를 주고 신경계의 손상을 줄 수 있다.